# Alpha Protocol
Alpha Protocol è un videogioco di ruolo del 2010 sviluppato da Obsidian Entertainment e pubblicato da SEGA per PlayStation 3, Xbox 360 e Microsoft Windows. Originariamente annunciato per i primi mesi del 2009, il gioco è stato distribuito nella primavera 2010.

## Trama
Michael Thorton è un agente di un'agenzia segreta denominata Alpha Protocol la cui esistenza è oscura anche a molte delle autorità degli USA e, qualora l'esistenza dell'agenzia dovesse diventare di dominio pubblico, la sua esistenza verrebbe negata e la stessa agenzia verrebbe smantellata.
Il protagonista verrà tradito dai suoi superiori venendo espulso dal governo degli Stati Uniti. Michael a questo punto cerca di vendicarsi, e così inizia ad operare sotto copertura, per scoprire il complotto che lo ha visto protagonista.

## Modalità di gioco
Alpha Protocol è basato sul genere di spionaggio alla James Bond, con degli elementi di azione e con un complesso sistema dinamico di dialogo, denominato Ripple effect. Il gioco ha una struttura free roaming, ricordante vagamente Mass Effect. Il viaggio è completamente libero, permettendo al giocatore di scegliere quali quest portare avanti e di come portarle a termine. Anche il combattimento ricorda molto da vicino Mass Effect con una struttura da TPS influenzata dalle statistiche dei personaggi.

## Accoglienza
Alpha Protocol ha ricevuto una serie di voti che spaziano dal misero 1.0 di GameCritics a ben più alti 7, 8 e 9 di altri siti. In molti, come ad esempio Play Magazine, l'hanno definito uno dei giochi più sottovalutati dell'anno. La rivista Play Generation lo classificò come il quarto migliore gioco di ruolo del 2010. Il sito Gamesurf ha assegnato ad Alpha Protocol un 7.5.
I fattori che più hanno influenzato i voti negativi, sono gli evidenti bug ed errori vari che si possono incontrare nel corso del gioco: le critiche sono state mosse soprattutto contro
- IA: l'IA è spesso deficitaria: i nemici si limiteranno a prendere copertura e a spararvi, non risultando di fatto avversari degni di nota. Spesso, inoltre, essi restano immobili allo scoperto sparandovi, risultando bersagli facili da colpire. Non eseguono alcun tipo di tattica, pur essendo in squadra. A volte effettueranno qualche lancio granata ma niente di più, niente di meno. In alcuni casi addirittura correranno verso di voi stile kamikaze per attaccarvi da vicino.
- Errori vari: in alcuni casi, alcuni NPC non ricompaiono dopo aver caricato un salvataggio (anche se essi sono necessari per proseguire la missione, ad esempio per distruggere un cancello)
- Sistema di controllo impreciso: colpire i nemici lontani è estremamente difficile visto che il mouse non si muove in modo fluido ma a volte fa "piccoli scatti".
- Ottimizzazione motore grafico: nonostante il motore grafico sia molto ben ottimizzato (il gioco utilizza l'Unreal Engine 3), ci sono problemi di stuttering quando si muove la camera rapidamente.

## Sequel
A causa delle scarse vendite di Alpha Protocol, SEGA ha dichiarato che non avrebbe prodotto un sequel del gioco. Nonostante la proprietà intellettuale del titolo appartenga a SEGA, Feargus Urquhart, amministratore delegato di Obsidian Entertainment, ha espresso la volontà di realizzare un seguito di Alpha Protocol.